# That's not my name
«That's not my name» (español para: «Ese no es mi nombre») es el segundo sencillo de la banda británica The Ting Tings, extraído de su álbum We started nothing. La canción fue originalmente lanzada como doble lado, siendo esta el lado A y «Great DJ» el lado B, por la discográfica independiente Switchflicker el 7 de mayo de 2007. Después de la alta rotación por parte de la BBC Radio 1 y NME, entre otros, fue relanzada el 12 de mayo de 2008 por el sello Columbia.
«That's not my name» alcanzó el número 1 en el Reino Unido, compitiendo con artistas de trayectoria como Rihanna, Madonna y Will.i.am.

## Recibimiento
El sencillo recibió críticas favorables previas a su relanzamiento por parte de NME, Q Magazine y Digital Spy, entre otros.
En los Estados Unidos, fue ganando popularidad, siendo lanzada a través de iTunes, alcanzando la posición 28 y el 88 en el Billboard Hot 100.

## Videos musicales
La canción tiene dos videos musicales. El primero muestra a los Ting Tings sobre un fondo blanco en un set con escenas de Katie en fondos azul y rosa. Esta versión del video se utilizó para promover la canción y el álbum en 2007. El vídeo es similar visualmente al realizado por Toni Basil, "Mickey", en consonancia con las amplias similitudes del audio de ambas canciones.
Columbia produjo otro video en 2008, de nuevo con la banda tocando en un set diferente, esta vez con más equipamiento y luces que parpadean sobre el fondo, este fue enviado para rotación en canales musicales como MTV. Otra versión fue realizada en acústico.
A finales del mes de enero de 2009 se produjo otro video de That's not my name, en el cual los Ting Tings aparecen en un desierto de noche, del cual salen seres brillantes con pancartas.

## Rendimiento en las listas musicales
Ingresó en el UK Singles Chart directamente al #1 el 18 de mayo, terminando el reinado de Madonna y Justin Timberlake y su tema 4 Minutes. En Australia, luego de un lento pero progresivo ascenso, alcanzó el Top 10. Además la canción fue certificado con el disco de platino en Estados Unidos, y Australia, disco de plata en Reino Unido, y disco de oro en Nueva Zelanda.
| Listas (2008)                       | Posición más alta |
| ----------------------------------- | ----------------- |
| Austria                             | 45                |
| Australia ARIA Singles Chart        | 8                 |
| Billboard Eurochart Hot 100 Singles | 7                 |
| Croacia (International Singles)     | 10                |
| Dinamarca                           | 10                |
| Alemania                            | 42                |
| Irlanda                             | 2                 |
| Nueva Zelanda                       | 8                 |
| Suecia                              | 23                |
| Suiza                               | 74                |
| Turquía (Billboard)                 | 12                |
| UK Singles Chart                    | 1                 |
| U.S. Billboard Hot 100              | 39                |
| U.S. Billboard Modern Rock Tracks   | 32                |

## Uso en la cultura popular
Este sencillo se utilizó en un comercial de Mobitel, un operador de telefonía móvil eslovena, para su paquete de suscripción, Itak Džabest.
Es usado en el tráiler del verano de cine del 2009 Post Grad, con Alexis Bledel.
Fue utilizado en los shows 90210, The CW, Brothers & Sisters, ABC, Taking the Stage y The City, en MTV, y en las películas Fired Up y Horrible Bosses,
donde Dale, el personaje interpretado por Charlie Day, cantó la canción en un coche.
La canción apareció también como pista del inicio del episodio de "Point of No Return" de la serie CSI: NY y en el episodio 3 "Katie y Emily" de la serie Skins.
Apareció además en la comedia británica The Inbetweeners y en The Inbetweeners Movie (banda sonora oficial).
Fue parodiado como "He's Got My Name" en Johnny Johnny en Cartoon Network.
En Chile, formó parte de la banda sonora de la teleserie La Sexóloga de Chilevision y fue usada por las tiendas Ripley.
Fue utilizada para el show de lencería Victoria's Secret Fashion Show 2008 segmento pink.
En 2014 se utilizó una versión en español de la canción para una publicidad de cocacola en Argentina.
Fue usada en 2023 como parte del trailer de la película animada Nimona, lanzada en Netflix.